# Colón (Nariño)
Colón è un comune della Colombia facente parte del dipartimento di Nariño. Il capoluogo del comune è il centro abitato di Génova.
Il centro abitato venne fondato da Benjamín e Raymundo Cerón nel 1905, mentre l'istituzione del comune è del 1921.